# Vladislav Stojanov
Vladislav Bojkov Stojanov (bulharsky Владислав Бойков Стоянов, * 6. června 1987, Sofie, Bulharsko ) je bývalý bulharský fotbalový brankář a reprezentant, který působil od roku 2013 v klubu PFK Ludogorec Razgrad.
Mimo Bulharsko působil na klubové úrovni v Moldavsku.

## Klubová kariéra
- FK Metalurg Pernik (mládež)
- PFK CSKA Sofia (mládež)
- PFK Naftex Burgas 2004–2006
- PSFK Černomorec Burgas 2006–2010
- FC Sheriff Tiraspol 2010–2012[1]
- PFK Ludogorec Razgrad 2013–2021

## Reprezentační kariéra
V A-mužstvu Bulharska debutoval 12. 10. 2010 v přátelském utkání v Istanbulu proti reprezentaci Saúdské Arábie (výhra 2:0). Chytal mj. i v kvalifikaci na EURO 2016 ve Francii, na tento evropský šampionát se však Bulharsku postoupit nepodařilo.